# Dấu hiệu Chvostek
Dấu hiệu Chvostek (/ˈkvɒstɪk/) là một dấu hiệu lâm sàng do thần kinh bị kích thích quá mức (tetany) quan sát thấy khi hạ calci máu. Đây là một phản ứng bất thường khi kích thích thần kinh mặt. Khi dây thần kinh mặt bị kích thích ở trước vành tai, cơ mặt cùng một bên mặt sẽ co trong giây lát (thường co mũi hoặc môi) do hạ calci máu (nguyên nhân do suy tuyến cận giáp, giả suy tuyến cận giáp, thiếu vitamin D) gây tăng kích thích các dây thần kinh. Mặc dù triệu chứng này được mô tả cổ điển trong hạ calci máu, dấu hiệu này cũng có thể gặp trong kiềm hô hấp, ví dụ như khi tăng thông khí, gây giảm Ca2+ huyết thanh với nồng độ calcium do chuyển Ca2 từ máu vào albumin, tình trạng này càng nặng trong tình trạng kiềm.

## Nguyên nhân
Dấu hiệu Chvostek được tìm thấy trong cơn tetany.
Nó cũng có thể có mặt ở hạ magie máu, Magnesi là một cofactor của Adenylate cyclase. Adenylate cyclase xúc tác cho quá trình chuyển đổi ATP thành 3',5'-cyclic AMP. 3',5'-cyclic AMP (cAMP) giúp kích hoạt hormon tuyến cận giáp. Tình trạng này thường gặp ở người nghiện rượu, tiêu chảy, bệnh nhân dùng aminoglycosides hoặc thuốc lợi tiểu. Bệnh cũng có mặt trong bệnh sởi, uốn ván và phù niêm.
Dấu hiệu này cũng có thể được tìm thấy trong kiềm hô hấp, ví dụ như là hội chứng tăng thông khí, có thể dẫn đến giảm mạnh của nồng độ calcium ion trong huyết thanh trong khi calci tổng số bình thường.

## Ý nghĩa lâm sàng
Dấu hiệu Chvostek không phải là một dấu hiệu đặc hiệu của tetany vì nó có thể có mặt trong 10% để 25% người lớn khỏe mạnh. Do đó, dấu hiệu này không đáng tin cậy để chẩn đoán tetany tiềm ẩn. Độ nhạy cảm thấp hơn dấu hiệu Trousseau do nó âm tính ở 30% của bệnh nhân hạ calci máu. Do sự kết hợp của độ nhạy và đặc hiệu thấp nên ý nghĩa lâm sàng của dấu hiệu này không còn cao.